# Чемпіонат Африки з баскетболу
Чемпіонат Африки з баскетболу (скорочено Афробаскет) — міжнародний турнір з баскетболу, що проводиться між збірними країн Африки з 1962 року раз в 2 роки під егідою ФІБА. Є кваліфікаційним турніром для африканських команд на Чемпіонат світу та Олімпійські ігри.

## Переможці та призери
| 1962 Детальніше   | Каїр            | ОАР         | 66–42    | Судан       | Марокко    | 44–41    | Гвінея      |
| 1964 Детальніше   | Касабланка      | ОАР         | 69–57    | Марокко     | Палестина  | 53–51    | Туніс       |
| 1965 Детальніше   | Туніс           | Марокко     | 70–57    | Туніс       | Алжир      | 57–46    | Сенегал     |
| 1968 Детальніше   | Касабланка      | Сенегал     | 67 — 60  | Марокко     | ЦАР        | 76 — 60  | Малі        |
| 1970 Детальніше   | Олександрія     | ОАР         | 70 — 63  | Сенегал     | Туніс      | 76 — 56  | ЦАР         |
| 1972 Детальніше   | Дакар           | Сенегал     | 61 — 54  | Єгипет      | Малі       | 107 — 74 | ЦАР         |
| 1974 Детальніше   | Бангі           | ЦАР         | 172 — 67 | Сенегал     | Туніс      | 82 — 72  | Камерун     |
| 1975 Детальніше   | Олександрія     | Єгипет      | 70–61    | Сенегал     | Судан      | 81–78    | Заїр        |
| 1978 Детальніше   | Дакар           | Сенегал     | 103 — 72 | Кот-д'Івуар | Єгипет     | 2 — 0    | Судан       |
| 1980 Детальніше   | Рабат           | Сенегал     | 96 — 90  | Кот-д'Івуар | Марокко    | 97 — 83  | Алжир       |
| 1981 Детальніше   | Могадішо        | Кот-д'Івуар | 81 — 65  | Єгипет      | Сомалі     | 2-0      | Алжир       |
| 1983 Детальніше   | Олександрія     | Єгипет      | 94 — 68  | Ангола      | Сенегал    | 78 — 71  | Кот-д'Івуар |
| 1985 Детальніше   | Абіджан         | Кот-д'Івуар | 84 — 73  | Ангола      | Єгипет     | 74 — 73  | Сенегал     |
| 1987 Детальніше   | Туніс           | ЦАР         | 94 — 87  | Єгипет      | Ангола     | 73 — 71  | Малі        |
| 1989 Детальніше   | Луанда          | Ангола      | 89 — 62  | Єгипет      | Сенегал    | 65 — 53  | Малі        |
| 1992 З Детальніше | Каїр            | Ангола      | 71 — 66  | Сенегал     | Єгипет     | 97 — 81  | Малі        |
| 1993 Детальніше   | Найробі         | Ангола      | 69 — 61  | Єгипет      | Сенегал    | 90 — 76  | Кенія       |
| 1995 Детальніше   | Алжир           | Ангола      | 68 — 55  | Сенегал     | Нігерія    | 58 — 51  | Алжир       |
| 1997 Детальніше   | Дакар           | Сенегал     | 69 — 48  | Нігерія     | Ангола     | 79 — 55  | Єгипет      |
| 1999 Детальніше   | Луанда          | Ангола      | 79 — 72  | Нігерія     | Єгипет     | 75 — 63  | Малі        |
| 2001 Детальніше   | Касабланка      | Ангола      | 78 — 68  | Алжир       | Єгипет     | 77 — 71  | Туніс       |
| 2003 Детальніше   | Олександрія     | Ангола      | 85 — 65  | Нігерія     | Єгипет     | 81 — 79  | Сенегал     |
| 2005 Детальніше   | Алжир           | Ангола      | 70 — 61  | Сенегал     | Нігерія    | 88 — 76  | Алжир       |
| 2007 Детальніше   | Луанда          | Ангола      | 86 — 72  | Камерун     | Кабо-Верде | 53 — 51  | Єгипет      |
| 2009 Детальніше   | Бенгазі         | Ангола      | 82 — 72  | Кот-д'Івуар | Туніс      | 83 — 68  | Камерун     |
| 2011 Детальніше   | Антананаріву    | Туніс       | 67 — 56  | Ангола      | Нігерія    | 77 — 67  | Кот-д'Івуар |
| 2013 Детальніше   | Абіджан         | Ангола      | 57 — 40  | Єгипет      | Сенегал    | 57 — 56  | Кот-д'Івуар |
| 2015 Детальніше   | Радес           | Нігерія     | 74 — 65  | Ангола      | Туніс      | 82-73    | Сенегал     |
| 2017 Детальніше   | / Дакар і Радес | Туніс       | 77-65    | Нігерія     | Сенегал    | 73-62    | Марокко     |

## Рейтинг переможців
| Місце | Країна      | Золото | Срібло | Бронза | Загалом |
| ----- | ----------- | ------ | ------ | ------ | ------- |
| 1     | Ангола      | 11     | 4      | 2      | 17      |
| 2     | Єгипет      | 5      | 6      | 6      | 17      |
| 3     | Сенегал     | 5      | 6      | 5      | 16      |
| 4     | Кот-д'Івуар | 2      | 3      | 0      | 5       |
| 5     | Туніс       | 2      | 1      | 4      | 7       |
| 6     | ЦАР         | 2      | 0      | 1      | 3       |
| 7     | Нігерія     | 1      | 4      | 3      | 8       |
| 8     | Марокко     | 1      | 2      | 2      | 5       |
| 9     | Алжир       | 0      | 1      | 1      | 2       |
| 9     | Судан       | 0      | 1      | 1      | 2       |
| 11    | Камерун     | 0      | 1      | 0      | 1       |
| 12    | Кабо-Верде  | 0      | 0      | 1      | 1       |
| 12    | Малі        | 0      | 0      | 1      | 1       |
| 12    | Палестина   | 0      | 0      | 1      | 1       |
| 12    | Сомалі      | 0      | 0      | 1      | 1       |

## Найкращі гравці
| Year | MVP Award Winner |
| ---- | ---------------- |
| 1974 | Гастон Гамбор    |
| 1980 | Матьє Фає        |
| 1987 | Фредерик Гопоро  |
| 1993 | Етьєн Прейра     |
| 1997 | Омар Мар         |
| 1999 | Ламін Діавара    |
| 2001 | Мігель Лутонда   |
| 2003 | Мігель Лутонда   |
| 2005 | Боніфацій Ндонг  |
| 2007 | Йоакім Гомес     |
| 2009 | Йоакім Гомес     |
| 2011 | Салах Межрі      |
| 2013 | Карлос Мораїс    |
| 2015 | Чемберлен Огучі  |
| 2017 | Іке Діогу        |